# Lost Places
Lost Places (Originaltitel: Abandoned Engineering) ist ein britisches Dokutainment-Format, das in Deutschland von Welt und N24 Doku ausgestrahlt wird.

## Konzept
Es werden pro Sendung vier „Lost Places“ auf der ganzen Welt vorgestellt und von Fachleuten kommentiert. Experten sind Rob Bell, Roma Agrawal, Andrew Gough, Lynette Nusbacher, James S. Corum, Dominic Selwood, James B. Meigs u. a.

## Episodenliste
Reihenfolge der Episoden in Deutschland. Die Reihenfolge weicht zum Teil von der Sendereihenfolge der britischen Erstausstrahlung ab.

### Staffel 1
| Nr. (ges.) | Nr. (St.) | Deutscher Titel                 | Originaltitel    | Zusammenfassung | Erstausstrahlung UK | Deutschsprachige Erstausstrahlung (D) |
| ---------- | --------- | ------------------------------- | ---------------- | --- | ------------------- | ------------------------------------- |
| 1          | 1         | Geisterstädte                   | Silent Cities    | - Prora, KdF-Ferienanlage auf Rügen - Hashima, japanische Bergbauinsel - Prypjat, Geisterstadt bei Tschernobyl, Ukraine - Flugzeugkaverne Željava, Kroatien | 7. März 2017        | 17. März 2017                         |
| 2          | 2         | Abschussrampen                  | Mission: Space   | - Heeresversuchsanstalt Peenemünde, Raketenentwicklungsstelle auf Usedom - Launch Complex 33 auf der White Sands Missile Range, New Mexico, USA - Barcroft-Station in den White Mountains, Kalifornien, USA - HARP-Kanonen auf dem Yuma Proving Ground, Arizona, und auf Barbados | 14. März 2017       | 17. März 2017                         |
| 3          | 3         | Brücken                         | Lost Bridges     | - Goat Canyon Trestle, Eisenbahnbrücke in Kalifornien, USA - Borovsko-Brücke, Autobahnbrücke bei der Talsperre Švihov, Tschechien - Kinzua-Brücke, Eisenbahnbrücke in Pennsylvania, USA - Foreshore Freeway Bridge, Straßenbrücke in Kapstadt, Südafrika                          | 21. März 2017       | 24. März 2017                         |
| 4          | 4         | Geisterschiffe                  | Ghost Ships      | - HMVS Cerberus, Schiffswrack vor Black Rock bei Melbourne, Australien - Schiffswracks in Scapa Flow, Orkney, Schottland - Schiffsfriedhof in der Mallows Bay im Potomac River, Maryland, USA - B-49, sowjetisches U-Boot im River Medway bei Strood, England                     | 28. März 2017       | 24. März 2017                         |
| 5          | 5         | Kraftwerke / Unter Hochspannung | Power and Pylons | - Duga-1, Kurzwellensender bei Tschernobyl, Ukraine - Marx-Generator bei Istra, Russland - Wardenclyffe Tower, Funkturm von Nikola Tesla bei Shoreham, Long Island, USA - Kraftwerk Kelenföld in Budapest, Ungarn                                                                 | 4. Apr. 2017        | 31. März 2017                         |
| 6          | 6         | Straßen ins Nirgendwo           | Closed Roads     | - Strada delle 52 Gallerie, Militärstraße in den Vizentiner Alpen, Italien - Les Grands Goulets, Bergstraße in den französischen Alpen - Mam Tor Road, aufgegebene Straße in Derbyshire, England - Old Plank Road, Holzstraße in den Algodones-Dünen, Kalifornien, USA            | 6. Apr. 2017        | 31. März 2017                         |

### Staffel 2
| Nr. (ges.) | Nr. (St.) | Deutscher Titel           | Originaltitel                         | Zusammenfassung | Erstausstrahlung UK | Deutschsprachige Erstausstrahlung (D) |
| ---------- | --------- | ------------------------- | ------------------------------------- | --- | ------------------- | ------------------------------------- |
| 7          | 1         | Der Teufelsberg           | Hitler’s Army Powerhouse              | - Hydrierwerke Pölitz bei Stettin, Polen - Phoenix Shot Tower, Schrotturm in Baltimore, Maryland, USA - Abhörstation der US-Armee auf dem Teufelsberg, Berlin - Rubjerg Knude Fyr, Leuchtturm im Norden Dänemarks                                                                             | 8. Mai 2018         | 13. Sep. 2018                         |
| 8          | 2         | Schaufelradbagger 258     | Britain’s Sea Fort Complex            | - Red Sands Army Fort, Festung in der Themse-Mündung, England - Stanley R. Mickelsen Safeguard Complex, Raketenabwehrsystem bei Nekoma, North Dakota, USA - Eastern State Penitentiary, Gefängnis in Philadelphia, Pennsylvania, USA - Bagger 1473, Schaufelradbagger in Hörlitz, Brandenburg | 15. Mai 2018        | 13. Sep. 2018                         |
| 9          | 3         | Der Dolomiten-Damm        | The Italian Dam Disaster              | - Vajont-Staumauer in den Belluneser Alpen, Italien - Presidio Modelo, Strafanstalt auf Isla de la Juventud, Kuba - Shoemaker Canyon Road, Bergstraße mit Atomschutztunneln bei Azusa, Kalifornien, USA - Phoenix-Senkkasten vor Littlestone-on-Sea, England                                  | 22. Mai 2018        | 27. Sep. 2018                         |
| 10         | 4         | Der Wüstenflugplatz       | Battle of Britain Technology Facility | - Windtunnel in Farnborough, England - Bayantal, Luftwaffenstützpunkt in der Mongolei - Carrie Furnaces, Hochöfen in Swissvale bei Pittsburgh, Pennsylvania, USA - Kanone auf der Cresta della Croce, Ostalpen, Italien                                                                       | 29. Mai 2018        | 20. Sep. 2018                         |
| 11         | 5         | Das tiefste Loch der Welt | The Abandoned Nazi Railway            | - Bahnhof Canfranc, Grenzbahnhof zwischen Frankreich und Spanien - Kola-Bohrung, geologische Bohrung auf der Halbinsel Kola, Russland - Saltonsee in Kalifornien, USA - Kohlekraftwerk IM in Charleroi, Belgien                                                                               | 5. Juni 2018        | 13. Sep. 2018                         |
| 12         | 6         | Der Todesstreifen         | America’s Jungle City                 | - Fordlândia, ehem. Kautschukplantage in Brasilien - Grenzdenkmal Hötensleben, Sachsen-Anhalt - Oberkommando des Heeres im Mauerwald, Polen - Wasserkeilhebewerk Montech am Garonne-Kanal, Frankreich                                                                                         | 12. Juni 2018       | 4. Okt. 2018                          |
| 13         | 7         | Der Zerstörer im Fjord    | Germany’s Lost Warship                | - Schiffswrack der Z 2 Georg Thiele bei Narvik, Norwegen - Miles Glacier Bridge, Eisenbahnbrücke über den Copper River in Alaska, USA - Busludscha-Denkmal auf dem Chadschi Dimitar, Bulgarien - Bannerman's Castle auf Pollepel Island, New York, USA                                        | 19. Juni 2018       | 27. Sep. 2018                         |
| 14         | 8         | Die Geisterbrücke         | Lost Highway in the Rainforest        | - Petrobras-Viadukt, Autobrücke im brasilianischen Dschungel - Patarei-Gefängnis in Tallinn, Estland - Ellis Island, Auswandererinsel vor New York City, USA - Ouvrage de Restefond, Artilleriewerk der Maginot-Linie, Frankreich                                                             | 26. Juni 2018       | 4. Okt. 2018                          |

### Staffel 3
| Nr. (ges.) | Nr. (St.) | Deutscher Titel                    | Originaltitel                  | Zusammenfassung | Erstausstrahlung UK | Deutschsprachige Erstausstrahlung (D) |
| ---------- | --------- | ---------------------------------- | ------------------------------ | --- | ------------------- | ------------------------------------- |
| 15         | 1         | Die Beelitzer Heilstätten          | The Desert Ghost Fleet         | - Schiffswracks bei Moʻynoq am Aralsee, Usbekistan - Beelitz-Heilstätten, Krankenhauskomplex bei Berlin - Alpenwall am Reschenpass, Befestigungslinie Italiens in den Alpen - Schiffswrack HMS Calypso (1883) vor Embree auf Neufundland, Kanada | 26. März 2019       | 1. Feb. 2019                          |
| 16         | 2         | Gefängnis unter Wasser             | The Underwater Prison          | - Murru-Gefängnis bei Rummu, Estland - Blue Ridge Tunnel, Eisenbahntunnel in Virginia, USA - Flaktürme und Molotowcocktail-Fabrik in Rajamäki, Finnland - Cable Inglés, Erzverladerampe in Almería, Spanien                                      | 2. Apr. 2019        | 1. Feb. 2019                          |
| 17         | 3         | Die Ruinen von Sarajewo            | The Siege of Sarajevo          | - Olympia Bob- und Rodelbahn Trebević, Sarajewo, Bosnien - Bahia Honda Railroad Bridge, Florida, USA - Torpedowaffenplatz Gotenhafen-Hexengrund bei Gdingen, Polen - Schiffswrack Lady Elizabeth (1879) vor Stanley auf den Falklandinseln, UK   | 9. Apr. 2019        | 8. Feb. 2019                          |
| 18         | 4         | Der geheime U-Boot-Hafen           | Sabotage in the Mountains      | - Gleno-Talsperre im Valle di Scalve, Italien - Packard-Automobilfabrik in Detroit, Michigan, USA - U-Boot-Entmagnetisierungsanlage vor Hara, Estland - Oberschleuse Fürstenau im Masurischen Kanal, Polen                                       | 16. Apr. 2019       | 8. Feb. 2019                          |
| 19         | 5         | Der Nazibunker am Ärmelkanal       | Germany’s D-Day Fortress       | - Operation Overlord an der Pointe du Hoc, Normandie, Frankreich - Schürfkübelbagger Oddball in St Aidans bei Leeds, England - Fort Drum, Festungsinsel vor Corregidor, Philippinen - Fernsehturm Jekaterinburg, Russland                        | 23. Apr. 2019       | 15. Feb. 2019                         |
| 20         | 6         | Hitlers unterirdische Raketenbasis | Hitler’s Wonder Weapons Bunker | - La Coupole, V2-Raketen-Startbunker bei Wizernes, Frankreich - Garnisonsstadt Wünsdorf südlich von Berlin - Schiffswrack Empire Heritage vor Malin Head, Irland - Croton-Aquädukt, Wasserversorgung von New York City, USA                      | 30. Apr. 2019       | 15. Feb. 2019                         |
| 21         | 7         | Schiffe aus Beton                  | A Ghost Town in Spain          | - Ruinen von Belchite, Spanien - Betonschiffe bei Powell River, British Columbia, Kanada - Weingut I, Rüstungsbunker im Mühldorfer Hart, Bayern - Eagle Lake Tramway, Eisenbahn zum Holztransport am Eagle Lake, Maine, USA                      | 7. Mai 2019         | 22. Feb. 2019                         |
| 22         | 8         | Englands D-Day-Dorf                | England's Abandoned Village    | - Tyneham, Geisterdorf in England - Waugoshance-Leuchtturm im Michigan-See, USA - Humberstone-Salpeterwerk in Chile - Mail Rail, U-Bahn für die Postbeförderung in London, England                                                               | 14. Mai 2019        | 22. Feb. 2019                         |

### Staffel 4
| Nr. (ges.) | Nr. (St.) | Deutscher Titel           | Originaltitel                    | Zusammenfassung | Erstausstrahlung UK | Deutschsprachige Erstausstrahlung (D) |
| ---------- | --------- | ------------------------- | -------------------------------- | --- | ------------------- | ------------------------------------- |
| 23         | 1         | Geisterstädte Spezial     | The World’s Strangest Ghost Town | - Villa Epecuén, untergegangene Stadt in Argentinien - Craco, durch Erdrutsche zerstörte Stadt in Italien - Kolmannskuppe, aufgegebene Siedlung in Namibia - Centralia, unbewohnbare Stadt in Pennsylvania, USA                                           | 27. Juni 2019       | 6. Dez. 2019                          |
| 24         | 2         | Schlachthaus von Shanghai | Palace of Death                  | - The Henge, Betonring in Ludwigsdorf, Schlesien, Polen - Art-Deco-Schlachthaus in Shanghai, China - Versuchsstrecke des Aérotrain bei Chevilly, Frankreich - Geheimer Regierungs-Atombunker in Kelvedon Hatch, England                                   | 4. Juli 2019        | 29. März 2020                         |
| 25         | 3         | Der Hollywood Knast       | Guernsey Nazi Tower              | - Ohio State Reformatory, Gefängnis in Mansfield (Ohio), USA - Deutsche Befestigungsanlagen auf Guernsey - Jussarö, Insel im Finnischen Meerbusen - Militärische Testanlagen auf Orford Ness, England                                                     | 4. Juli 2019        | 27. März 2020                         |
| 26         | 4         | Die Westernstadt          | Bodie USA                        | - Bodie, Geisterstadt in Kalifornien, USA - Katakomben von Paris, Frankreich - Fort Loncin, Festung bei Lüttich, Belgien - Cape Romano Dome House, Kuppelhäuser südlich von Marco Island, Florida, USA                                                    | 18. Juli 2019       | 25. Okt. 2020                         |
| 27         | 5         | Die Teufelsinsel          | Tunnel to the Underworld         | - Thurmond, Geisterstadt in West Virginia, USA - Mare Island Naval Shipyard, Werft in Kalifornien, USA - Tunnel unter Baiae, antikes Heilbad am Golf von Neapel, Italien - Gefängnis auf Isla San Lucas, Costa Rica                                       | 25. Juli 2019       | 6. Dez. 2019                          |
| 28         | 6         | Der Zeppelin-Bunker       | Escobar’s Ruin                   | - Escobars Hacienda La Manuela bei Guatapé, Kolumbien - Nachrichtenbunker Zeppelin in Wünsdorf bei Berlin - Mina de São Domingos, Bergbauort in Portugal - Hohlspiegelmikrofone von Denge auf Dungeness, England                                          | 1. Aug. 2019        | 13. Dez. 2019                         |
| 29         | 7         | Dunkle Geheimnisse        | Villa de Vecchi Rhodes           | - Villa de Vecchi am Profitis Ilias, Rhodos, Griechenland - Nuttallburg, Geisterstadt in West Virginia, USA - Quinta da Regaleira, Anwesen in Sintra, Portugal - Botallack Mine und Levant Mine, Bergwerke im Bergbaurevier St Just, Cornwall             | 24. Okt. 2019       | 13. Dez. 2019                         |
| 30         | 8         | Die Sträflingskolonie     | Pyramiden Norway                 | - Pyramiden, russische Bergarbeitersiedlung auf Spitzbergen - Sutro Baths, Hallenbad bei San Francisco, Kalifornien, USA - Port Arthur, Gefängnis auf Tasmanien, Australien - Deutsches Stadion, Sportstadion auf dem Reichsparteitagsgelände in Nürnberg | 31. Okt. 2019       | 20. Dez. 2019                         |
| 31         | 9         | Hinter der Mauer          | Behind The Berlin Wall           | - Stasi-Zentrale in Berlin - Militäranlagen auf der Insel Vis, Kroatien - Bundesleistungszentrum Kienbaum östlich von Berlin - Oberkommando der Sowjetischen Streitkräfte in Deutschland in Wünsdorf                                                      | 7. Nov. 2019        | 3. Okt. 2019                          |
| 32         | 10        | Projekt Riese             | Bannack USA                      | - Bannack, Geisterstadt in Montana, USA - Projekt Riese, Tunnelanlagen im Eulengebirge, Schlesien, Polen - Poldice Mine, Arsenminen bei Redruth, Cornwall, England - Kayaköy, griechische Geisterstadt in der Türkei                                      | 14. Nov. 2019       | 13. März 2019                         |
| 33         | 11        | Die Siegfriedlinie        | Buckner Building Alaska          | - Buckner Building, Militärgebäude in Whittier (Alaska), USA - Pavillons der Expo 92 in Sevilla, Spanien - Siegfriedlinie, Verteidigungssystem in der Eifel - Bahnbetriebswerk Istvántelek in Budapest, Ungarn                                            | 21. Nov. 2019       | 20. März 2019                         |
| 34         | 12        | Das Geheimnis von Elstal  | 1936 Olympic Village Berlin      | - Olympisches Dorf Elstal bei Berlin - Leprakolonie auf Chacachacare, Trinidad und Tobago - BOS 400, Schwimmkran vor Hout Bay, Kapstadt, Südafrika - Carnon Viaduct, Eisenbahnbrücke in Cornwall, England                                                 | 28. Nov. 2019       | 20. März 2019                         |

### Staffel 5
| Nr. (ges.) | Nr. (St.) | Deutscher Titel       | Originaltitel              | Zusammenfassung | Erstausstrahlung UK | Deutschsprachige Erstausstrahlung (D) |
| ---------- | --------- | --------------------- | -------------------------- | --- | ------------------- | ------------------------------------- |
| 35         | 1         | Die Astbestmine       | Disaster in the Desert     | - SS-Brotfabrik Oranienburg - St. Thomas (Nevada) - Forts in Karosta - Materialseilbahn Bulembu–Barberton                                      | 21. Jan. 2020       | 6. Sep. 2020                          |
| 36         | 2         | Operation Walküre     | The Valkyrie Assassin      | - Titan 1 Raketensilo, Larson AFB - Flugplatz Rangsdorf - Cliff Dwellings in Mesa Verde - Hafenbefestigungen von Castries                      | 28. Jan. 2020       | 3. Sep. 2020                          |
| 37         | 3         | Schweres Wasser       | Escape from Devil’s Island | - Vemork - Saltonsee - Straflager in Französisch-Guayana - Hradčany Air Base                                                                   | 4. Feb. 2020        | 3. Sep. 2020                          |
| 38         | 4         | Geheime Atomwaffen    | Top Secret Nuclear Arsenal | - Nuklearwaffenlager Podborsko - Willamette Falls Papiermühle - Pilgrim’s Rest - Chard Canal                                                   | 11. Feb. 2020       | 10. Sep. 2020                         |
| 39         | 5         | Die Leprakolonie      | A Nation Torn Apart        | - Portland Breakwater Fort - Pratt Cotton Gin Factory in Prattville - Leprakolonie Spinalonga                                                  | 18. Feb. 2020       | 15. Sep. 2020                         |
| 40         | 6         | Festung im Sumpf      | Ghost of the Swamp         | - Gwrych Castle - U-Boot-Bunker in Lorient - Fort Jackson                                                                                      | 25. Feb. 2020       | 15. Sep. 2020                         |
| 41         | 7         | Grauen hinter Gittern | Death behind Bars          | - West Virginia Penitentiary - Kunsthochschule Havanna - Carrières de Montigny (Steinbruch) bei Machemont - Kohlebergwerk Chatterley Whitfield | 3. März 2020        | 24. Sep. 2020                         |
| 42         | 8         | Der Hellfire Club     | Behind Enemy Lines         | - Befestigungen in Tragjas - Trenton Psychiatric Hospital - Hellfire Caves                                                                     | 10. März 2020       | 24. Sep. 2020                         |

### Staffel 6
| Nr. (ges.) | Nr. (St.) | Deutscher Titel                          | Originaltitel                            | Zusammenfassung | Erstausstrahlung UK | Deutschsprachige Erstausstrahlung (D) |
| ---------- | --------- | ---------------------------------------- | ---------------------------------------- | --- | ------------------- | ------------------------------------- |
| 43         | 1         | Sündenbabel der Karibik                  | The Lost Pirat City                      | - Goli otok - Zuckerplantage Laurel Valley - Tanklager Inchindown - Port Royal, Jamaica                                    | 9. Juli 2020        | 12. März 2021                         |
| 44         | 2         | Tropische Hölle                          | Forbidden Island                         | - Royal Hospital Haslar - Sloss Furnaces in Birmingham (USA) - Sazan - Cinnamon Bay Plantation auf Saint John              | 16. Juli 2020       | 5. März 2021                          |
| 45         | 3         | Ghanas grausames Verlies                 | Blast Zone                               | - Munitionsfabrik Christianstadt - Autovon-Bunker - Historische Forts von Ghana - Zuckerfabrik Čukarica                    | 27. Juli 2020       | 5. März 2021                          |
| 46         | 4         | Vindolanda und der Hadrianswall          | North of the Wall                        | - Nike Missile Site C-47 - Vindolanda - Eisenbahnfriedhof Dire Dawa - Festung Kaunas                                       | 30. Juli 2020       | 5. März 2021                          |
| 47         | 5         | Defender of Liberty                      | Defender of Liberty                      | - Shuinandong-Schmelze, Taiwan - Chanute Air Force Base - Burg Pidhirzi - Fort Hermann                                     | 3. Nov. 2020        | 12. März 2021                         |
| 48         | 6         | Space Plane                              | Space Plane                              | - Antonow-Werke am Flugplatz Swjatoschyn - Munitionsfabrik Kingsbury - Wehrtürme der Mani-Halbinsel                        | 10. Nov. 2020       | 12. März 2021                         |
| 49         | 7         | Disaster On The 38th Parallel            | Disaster On The 38th Parallel            | - Burg Čachtice - White Alice Communications System - Ruinen in Cheorwon - KZ-Außenlager und Preidl-Textilfabrik in Janská | 10. Nov. 2020       | 1. Sep. 2021                          |
| 50         | 8         | Bunker Nation                            | Bunker Nation                            | - | 24. Nov. 2020       | 1. Sep. 2021                          |
| 51         | 9         | The World’s Strangest Disaster Zones (1) | The World’s Strangest Disaster Zones (1) | - Dallol, Äthiopien - Vajont-Staumauer - Plymouth (Montserrat) - Wuchang Tempel in Jiji                                    | 6. Aug. 2020        | 1. Sep. 2021                          |
| 52         | 10        | The World’s Strangest Disaster Zones (2) | The World’s Strangest Disaster Zones (2) | - Tomioka (Fukushima) - Centralia (Pennsylvania) - Schlammvulkan Sidoarjo - Villa Epecuén - Lawinen in Longyearbyen        | 6. Aug. 2020        | 8. Sep. 2021                          |
| 53         | 11        | The Human Zoo                            | The Human Zoo                            | - Pariser Kolonialausstellung - Fort Hancock - Purton Hulks, Schiffsfriedhof am River Severn, England - Oder-Warthe-Bogen  | 1. Dez. 2020        | 8. Sep. 2021                          |
| 54         | 12        | Spike Island                             | Spike Island                             | - Ie Shima Airfield - Spike Island - Corbera d’Ebre - Kali-Bergwerk Carreau Rodolphe                                       | 8. Dez. 2020        | 8. Sep. 2021                          |

### Staffel 7
| Nr. (ges.) | Nr. (St.) | Deutscher Titel                                       | Originaltitel              | Zusammenfassung | Erstausstrahlung UK | Deutschsprachige Erstausstrahlung (D) |
| ---------- | --------- | ----------------------------------------------------- | -------------------------- | --- | ------------------- | ------------------------------------- |
| 55         | 1         | Hollywood Heroes                                      | Hollywood Heroes           | - Ksar Ouled Soltane, Tataouine, Tunesien - Star Wars - Ohio State Reformatory, Gefängnis in Mansfield, Ohio, USA - Die Verurteilten - Henry River, North Carolina, USA - Die Tribute von Panem - Hashima, japanische Bergbauinsel - James Bond 007: Skyfall - Verteidigungsbauten auf Okinawa, Japan - Hacksaw Ridge – Die Entscheidung | 13. Jan. 2021       | 19. Feb. 2022                         |
| 56         | 2         | Stalin’s Subway                                       | Stalin’s Subway            | - M. S. Factory, Valley, Senfgasfabrik und Kernwaffenlabor in Wales - Quarantänekrankenhaus (Lazzaretto) auf Manoel Island, Malta - Austin-Talsperre, Pennsylvania, USA - Stalins Tunnel, Senkkasten für U-Bahn-Tunnel in Kiew, Ukraine                                                                                                  | 20. Jan. 2021       | 19. Feb. 2022                         |
| 57         | 3         | Disaster at the Maya Hotel                            | Disaster at the Maya Hotel | - Kohleminen bei Lynch, Kentucky, USA - Maya Kankō Hotel in Kōbe, Japan - Inchgarvie, Insel im Firth of Forth, Schottland - Funkstation der U.S. Air Force auf dem Monte Limbara, Sardinien, Italien | 27. Jan. 2021       | 19. Feb. 2022                         |
| 58         | 4         | Murder Underground                                    | Murder Underground         | - Waverly-Hills-Sanatorium in Jefferson County, Kentucky, USA - Porto Flavia, Seehafen im Südwesten Sardiniens, Italien - Katakomben von Odessa, Ukraine - Sendestation Hario bei Nagasaki, Japan | 3. Feb. 2021        | 19. Feb. 2022                         |
| 59         | 5         | El Dorado Canyon                                      | El Dorado Canyon           | - El Dorado Canyon, Geisterstadt bei Las Vegas, Nevada, USA - Fort Delimara, Festung bei Marsaxlokk, Malta - Sendemast Konstantynów bei Warschau, Polen - Inchkeith, Insel im Firth of Forth, Schottland | 10. Feb. 2021       | 19. Feb. 2022                         |
| 60         | 6         | The Mafia Bunker                                      | The Mafia Bunker           | - Fort St Elmo, Festung auf Malta - Swanberg Dredge, Goldbagger östlich von Nome, Alaska, USA - Alddreu Airfield auf Jejudo, Südkorea - Gefängnisinsel Asinara bei Sardinien, Italien | 17. Feb. 2021       | 19. Feb. 2022                         |
| 61         | 7         | Silo City                                             | Silo City                  | - Silo City, Getreide-Silos in Buffalo, New York, USA - R-12-Atomraketenbasis im Westen von Belarus - Gin Drinkers Line, britische Verteidigungslinie in Hongkong - Waddamana Power Station, Wasserkraftwerk in Tasmanien, Australien | 24. Feb. 2021       | 9. Juli 2022                          |
| 62         | 8         | Golanhöhen – Die syrische Todeszone                   | Inside Man                 | - Hauptquartier des syrischen Geheimdienstes in Quneitra, Golanhöhen - Wonder-Bread-Brotfabrik, Buffalo, New York, USA - Funkstation der japanischen Marine in Fengshan, Taiwan - Ruinen von Kilwa Kisiwani, Tansania | 3. März 2021        | 13. Aug. 2022                         |
| 63         | 9         | Gefängnis Spaç – Das Straflager der Höhlenqualen      | Shadow Factory             | - Dogpatch USA, Freizeitpark in Arkansas, USA - Drakelow Tunnels, unterirdische Fabrik bei Kidderminster, England - Nimrodsburg, mittelalterliche Festung in Syrien - Gefängnis Spaç, Straflager in Albanien | 10. März 2021       | 18. Aug. 2022                         |
| 64         | 10        | RAF Bentwaters – Begegnung mit der dritten Art        | Catastrophe and Cover Up   | - RAF Bentwaters, Luftwaffenstützpunkt bei Woodbridge, England - Hallie's Rest Stop & Zoo, Raststätte mit Zoo in Dennard, Arkansas, USA - Solnetschnij, Geisterdorf im Radioökologischen Schutzgebiet in Belarus - Lü Dao, Gefängnisinsel vor Taiwan                                                                                     | 17. März 2021       | 18. Aug. 2022                         |
| 65         | 11        | Die tödliche Gaskammer des Wyoming Front Gefängnisses | Dead Sea Disaster          | - Buchanan Castle, Landhausruine bei Drymen, Schottland - Mineral Beach, Strand am Toten Meer, Israel - Williamson Tunnels, unterirdische Gewölbe unter Liverpool, England - Wyoming Frontier Prison, Gefängnis in Rawlins, Wyoming, USA                                                                                                 | 24. März 2021       | 18. Aug. 2022                         |
| 66         | 12        | Das wahre Schloss Draculas – Burg Poenari             | Global Icons               | - Chaurasi Kutia Ashram bei Rishikesh, Indien - Olympisches Dorf Elstal bei Berlin - Burg Poenari, Burgruine, und Schloss Bran, "Dracula-Schloss" in Rumänien - Escobars Hacienda La Manuela bei Guatapé, Kolumbien - Stalag Luft III, deutsches Kriegsgefangenenlager in Niederschlesien                                                | 31. März 2021       | 19. Aug. 2022                         |

### Staffel 8
| Nr. (ges.) | Nr. (St.) | Deutscher Titel | Originaltitel            | Zusammenfassung | Erstausstrahlung UK | Deutschsprachige Erstausstrahlung (D) |
| ---------- | --------- | --------------- | ------------------------ | --- | ------------------- | ------------------------------------- |
| 67         | 1         | Folge 67        | Heroes & Villians        | - Mobutu-Palast in Gbadolite und der Rumble in the Jungle, Kongo - Katakomben des Hellfire Clubs, West Wycombe Park, England - Constitution Hill, Gefängnis in Johannesburg, Südafrika - Fordlândia, ehem. Kautschukplantage in Brasilien - Oakland Civic Auditorium und die Black Panthers, Oakland, Kalifornien, USA | 30. Juli 2021       | 20. Dez. 2022                         |
| 68         | 2         | Folge 68        | Paradise Lost            | - Animas Forks, Geisterstadt in Colorado, USA - Horse Sand Fort, Seefort vor Portsmouth, England - Zuckerfabrik in Aguirre, Puerto Rico - Foinikas, verlassenes Dorf auf Zypern | 6. Aug. 2021        | 20. Dez. 2022                         |
| 69         | 3         | Folge 69        | A Royal Deception        | - Malcha Mahal, Jagdschloss in Neu-Delhi, Indien - RAF Greenham Common, Militärflugplatz und Atomwaffenlager in England - Kempton Park Hospital, Krankenhaus in Südafrika - Dungeness Mansion auf Cumberland Island, Georgia, USA                                                                                      | 13. Aug. 2021       | 20. Dez. 2022                         |
| 70         | 4         | Folge 70        | Mafia Seaside Resort     | - Flugsimulatoren der Royal Navy am Crail Airfield, Schottland - Costa del Croco, Bauruine in Zarewo, Bulgarien - Zivilschutzanlage Sonnenbergtunnel bei Luzern, Schweiz - Edinburgh Manor, Pflegeheim in Scotch Grove, Jones County, Iowa, USA                                                                        | 20. Aug. 2021       | 20. Dez. 2022                         |
| 71         | 5         | Folge 71        | The Giant Speaker        | - Beishan-Lautsprecherwand in Jinning auf der Insel Kinmen, Taiwan - Kennicott, Geisterstadt in Alaska, USA - Jarlshof, prähistorische archäologische Stätte auf den Shetlandinseln - Festung Furggels auf dem St. Margrethenberg bei Bad Ragaz in der Schweiz                                                         | 27. Aug. 2021       | 20. Dez. 2022                         |
| 72         | 6         | Folge 72        | Cathedral Of Sewage      | - Brooklyn Army Terminal, Verladeterminal in New York City, USA - Armero, zerstörte Stadt in Kolumbien - Crossness Pumping Station, Abwasserpumpwerk in London, England - Denkmal von Petrova Gora auf dem Veliki Petrovac, Kroatien                                                                                   | 3. Sep. 2021        | 21. Dez. 2022                         |
| 73         | 7         | Folge 73        | The Secret Bunker        | - Fort Jefferson, Festung auf den Dry Tortugas, Florida, USA - Residenz von Todor Schiwkow in Bankja, Bulgarien - U-Boot-Bunker Valentin in Bremen - Gefängnis auf Cockatoo Island, Sydney, Australien | 10. Sep. 2021       | 25. Feb. 2023                         |
| 74         | 8         | Folge 74        | The Battle Of San Pietro | - St Peter’s College, Priesterseminar in Cardross, Schottland - San Pietro Infine, Italien, Drehort von Die Schlacht um San Pietro - Kavallerieschule Krampnitz bei Potsdam - Chacabuco, ehem. Salpeter-Bergbaustadt in Chile                                                                                          | 17. Sep. 2021       | 25. Feb. 2023                         |
| 75         | 9         | Folge 75        | Divine Intervention      | - Taman Festival Park in Denpasar, Bali, Indonesien - Fort Eben-Emael, Festung in Belgien - Greenbrier Bunker in White Sulphur Springs, West Virginia, USA - Parlament der Palästinensischen Autonomiebehörde in Abu Dis, Westjordanland                                                                               | 24. Sep. 2021       | 25. Feb. 2023                         |
| 76         | 10        | Folge 76        | Shadow Of The Wars       | - Bethlehem Steel, Stahlwerk in Bethlehem, Pennsylvania, USA - Lindisfarne, englische Insel - Schloss Nieder Kunzendorf, Mokrzeszów, Schlesien - Lifta, verlassenes palästinensisches Dorf bei Jerusalem, Israel | 1. Okt. 2021        | 25. Feb. 2023                         |
| 77         | 11        | Folge 77        | Death In Paradise        | - Militärflugplatz und Bunker auf der Insel Peleliu, Palau - Fort Alexander, Festung vor St. Petersburg, Russland - Gefängnis Doftana bei Câmpina, Rumänien - Puerto Cristal, Blei- und Zinkmine in Chile | 8. Okt. 2021        | 4. März 2023                          |
| 78         | 12        | Folge 78        | Before The Crown         | - Villa Guardamangia in Gwardamanġa, Malta - Instituto Superior de Arte, Kunstschule in Havanna, Kuba - La Maestranza, Eisenbahnwerkstatt in San Bernardo, Chile - Eastern State Penitentiary, Gefängnis in Philadelphia, Pennsylvania, USA - Reichsparteitagsgelände in Nürnberg                                      | 15. Okt. 2021       | 4. März 2023                          |

### Staffel 9
| Nr. (ges.) | Nr. (St.) | Deutscher Titel | Originaltitel           | Zusammenfassung | Erstausstrahlung UK | Deutschsprachige Erstausstrahlung (D) |
| ---------- | --------- | --------------- | ----------------------- | --- | ------------------- | ------------------------------------- |
| 79         | 1         | Folge 79        | Megalomaniac's Palace   | - Saddam Husseins Sommerpalast in Babylon, Irak - Middle Georgia Raceway, Autorennstrecke in Byron, Georgia, USA - Sathorn Unique Tower, Hochhaus-Bauruine in Bangkok, Thailand                                                                            | 21. März 2022       | 7. Sep. 2023                          |
| 80         | 2         | Folge 80        | Jungle Fantasy Land     | - Youngstown Sheet and Tube Company Housing, Wohnhäuser in Campbell, Ohio, USA - Las Pozas, surrealer Architektur- und Skulpturenpark bei Xilitla, Mexiko - Gamsutl, Geisterdorf in der Republik Dagestan, Russland - Zerstörte Hotels in Kupari, Kroatien | 28. März 2022       | 5. Sep. 2023                          |
| 81         | 3         | Folge 81        | The Beached Leviathan   | - Ekranoplan MD-160 in Derbent am Kaspischen Meer, Russland - Atomfusionslabor auf der Isla Huemul, Argentinien - Old Atlanta Prison Farm, Gefängnis in Atlanta, Georgia, USA - Ta Prohm, Tempel in Angkor Wat, Kambodscha                                 | 4. Apr. 2022        | 20. Aug. 2023                         |
| 82         | 4         | Folge 82        | Niagara’s Hidden Marvel | - Edward Dean Adams Power Plant, Wasserkraftwerk an den Niagara-Fällen, USA - Kuranlage in Herkulesbad, Rumänien - Uranminen in Schmiedeberg, Polen - Liebig’s Extract of Meat Company in Fray Bentos, Uruguay                                             | 6. Juni 2022        | 20. Aug. 2023                         |
| 83         | 5         | Folge 83        | Apocalyptic Skyscraper  | - Ponte Tower, Wohn-Hochhaus in Johannesburg, Südafrika - Bonanza, Geisterstadt in Idaho, USA - Campanopolis, mittelalterlich inspiriertes Dorf bei Buenos Aires, Argentinien - Burg Frankenstein, Burg im Odenwald, Hessen                                | 18. Apr. 2022       | 5. Juli 2023                          |
| 84         | 6         | Folge 84        | Ruins Of Empire         | - St Catherine’s Island, Felseninsel vor Tenby, Wales - Politische Schule Josip Broz Tito in Kumrovec, Kroatien - New Milford Plant, Wasserwerk in Oradell, New Jersey, USA - Calakmul, Maya-Stadt in Mexiko                                               | 25. Apr. 2022       | 5. Juli 2023                          |
| 85         | 7         | Folge 85        | Trouble In Paradise     | - Edén Hotel in La Falda, Argentinien - "Parthenon", Residenz von Arturo Durazo Moreno in Zihuatanejo, Mexiko - Fort Douaumont, Festung bei Verdun, Frankreich - Coco Palms Resort Hotel in Wailua, Hawaii, USA                                            | 2. Mai 2022         | 13. Sep. 2023                         |
| 86         | 8         | Folge 86        | Experiments Of War      | - Angel Island bei San Francisco, Kalifornien, USA - Aquädukt des Padre Tembleque, Mexiko - Elan Valley und Nant-y-Gro Dam, Staudämme in Wales - Festungsanlage in Babrujsk, Belarus                                                                       | 9. Mai 2022         | 13. Sep. 2023                         |
| 87         | 9         | Folge 87        | Ancient Encounter       | - Château de la Mothe-Chandeniers, Schlossruine in Frankreich - Höhlenwohnungen und -kirchen bei Göreme in Kappadokien, Türkei - Wheatley-Provident Hospital, Krankenhaus in Kansas City, Missouri, USA - Verlassenes Fischerdorf auf Inishark, Irland     | 16. Mai 2022        | 20. Sep. 2023                         |
| 88         | 10        | Folge 88        | Alien Contact           | - Woodbury Research Facility, Radioteleskope bei Woodbury, Georgia, USA - Kumbhalgarh, Festung in Rajasthan, Indien - Royal Gunpowder Mills, Schießpulverfabrik in Waltham Abbey, England - Tunnelanlagen unter Château de Brézé, Frankreich               | 23. Mai 2022        | 20. Sep. 2023                         |
| 89         | 11        | Folge 89        | Treasures To Die For    | - Hartwood Hospital, Krankenhaus in Hartwood, Schottland - Ruinen von Babylon, Irak - Shakespeare, Geisterstadt in New Mexico, USA - Porzellanfabrik Arzberg, Oberfranken                                                                                  | 30. Mai 2022        | 27. Sep. 2023                         |
| 90         | 12        | Folge 90        | Tunnel Of Terrors       | - Hauptquartier der US-Marinestreitkräfte auf Corregidor, Philippinen - Missouri State Penitentiary, Gefängnis in Jefferson City, Missouri, USA - Lacock Abbey, Kloster in England                                                                         | 11. Apr. 2022       | 27. Sep. 2023                         |

### Staffel 10
| Nr. (ges.) | Nr. (St.) | Deutscher Titel | Originaltitel        | Zusammenfassung | Erstausstrahlung UK | Deutschsprachige Erstausstrahlung (D) |
| ---------- | --------- | --------------- | -------------------- | --- | ------------------- | ------------------------------------- |
| 91         | 1         | Folge 91        | Raiders and Invaders | - Oradour-sur-Glane, Ruinendorf in Frankreich - Sealand, Mikronation vor England - Besetzung von Alcatraz durch die Indianer aller Stämme, bei San Francisco, USA                                                                                              | 5. Sep. 2022        | 2. März 2024                          |
| 92         | 2         | Folge 92        | Drone Wars           | - Ağdam, Geisterstadt in Aserbaidschan - City Workhouse Castle in Kansas City, Missouri, USA - Ruinen von Poggioreale auf Sizilien, Italien - Kreenholmi Manufaktuur, Textilfabrik in Narva, Estland                                                           | 3. Okt. 2022        | 2. März 2024                          |
| 93         | 3         | Folge 93        | The Rock             | - World War II Tunnels und Operation Tracer in Gibraltar - ATLAS-I, EMP-Testanlage bei Albuquerque, New Mexico, USA - Roghudi Vecchio, Geisterstadt in Italien - Seeminenfabrik auf Naissaar, Estland                                                          | 12. Sep. 2022       | 9. März 2024                          |
| 94         | 4         | Folge 94        | Moonshot             | - Aerojet Dade Rocket Facility bei Homestead, Florida, USA - Palu, Indonesien, Schäden durch den Tsunami von 2018 - Festival Club auf Ibiza, Spanien - Seefahrtsschule auf Sweti Kirik, Bulgarien                                                              | 10. Okt. 2022       | 9. März 2024                          |
| 95         | 5         | Folge 95        | Enemy at the Gates   | - South Bridge, Straßenbrücke in Edinburgh, Schottland - Fort Schwatka, Festung in Dutch Harbour auf den Aleuten, Alaska, USA - Heringsfabrik in Djúpavík, Island - Fort Punta Christo, Festung in Pula, Kroatien                                              | 19. Sep. 2022       | 16. März 2024                         |
| 96         | 6         | Folge 96        | Rock And Ruin        | - Variety Theater, Theater, Kino und Konzertsaal in Cleveland, Ohio, USA - Bunker auf Sizilien und Operation Mincemeat, Italien - Belvedere Hotel in Dubrovnik, Kroatien - Plutonion von Hierapolis, Türkei                                                    | 17. Okt. 2022       | 16. März 2024                         |
| 97         | 7         | Folge 97        | Cowboy Mountain      | - Ghost Town Village, Western-Freizeitpark in Maggie Valley, North Carolina, USA - Seilbahnen in Tschiatura, Georgien - Deutsche Befestigungsanlagen auf Guernsey - Houtouwan, Geisterdorf auf Shengshan, China                                                | 26. Sep. 2022       | 15. Sep. 2024                         |
| 98         | 8         | Folge 98        | Castle of the Occult | - Zentraler Olympiastützpunkt der UdSSR bei Eschera, Abchasien, Georgien - Burg Houska in Tschechien - Ducor Hotel in Monrovia, Liberia - Wupatki Pueblo, prähistorische Siedlung in Arizona, USA                                                              | 24. Okt. 2022       | 15. Sep. 2024                         |
| 99         | 9         | Folge 99        | The Green Line       | - Varosha, gesperrter Stadtteil von Famagusta, Zypern - Fort Pike und Fort Macomb, Festungen bei New Orleans, Louisiana, USA - Brestovac Sanatorium, Heilanstalt für Tuberkulose bei Zagreb, Kroatien - Wardsia, Höhlenstadt in Georgien                       | 31. Okt. 2022       | 27. Okt. 2024                         |
| 100        | 10        | Folge 100       | Blitz Spirit         | - Hornet, Flugzeugträger in Alameda, Kalifornien, USA - Tunnelsystem unter dem Georgi-Dimitroff-Mausoleum in Sofia, Bulgarien - National Picture Theatre in Kingston upon Hull, England - La Casa Albero, experimentelles Wohnhaus in Fregene bei Rom, Italien | 7. Nov. 2022        | 27. Okt. 2024                         |
| 101        | 11        | Folge 101       | An American Exodus   | - Edward J. Roye Building, Hochhaus in Monrovia, Liberia - Chacaltaya, ehemaliges Skigebiet bei La Paz, Bolivien - Doel, verlassener Stadtteil von Beveren, Belgien - Warner and Swasey Observatory, Sternwarte in East Cleveland, Ohio, USA                   | 14. Nov. 2022       | 27. Okt. 2024                         |
| 102        | 12        | Folge 102       | The Drop             | - Dew Drop Inn, Hotel und Nachtclub in New Orleans, Louisiana, USA - Fort Belgica und Fort Nassau auf Banda Neira, Indonesien - Militärmanöver Sapad 81 auf dem Truppenübungsplatz Dretun', Belarus                                                            | 21. Nov. 2022       | 27. Okt. 2024                         |

### Staffel 11
| Nr. (ges.) | Nr. (St.) | Deutscher Titel | Originaltitel        | Zusammenfassung | Erstausstrahlung UK | Deutschsprachige Erstausstrahlung (D) |
| ---------- | --------- | --------------- | -------------------- | --- | ------------------- | ------------------------------------- |
| 103        | 1         | Folge 103       | The True Cross       | - Byron Hot Springs Hotel und Camp Tracy in Byron, Kalifornien, USA - New Slains Castle, Schlossruine in Aberdeenshire, Schottland - Viivikonna, russische Arbeitersiedlung in Estland - Ruinen von Ani, ehemalige armenische Hauptstadt in der Türkei                          | 12. Juni 2023       | 23. März 2025                         |
| 104        | 2         | Folge 104       | Castle Kingdom       | - Burj al Babas, Bauruinen bei Mudurnu, Türkei - Parque Interama, Freizeitpark in Buenos Aires, Argentinien - Tarlair Swimming Pool, Meerwasserschwimmbad in Macduff, Schottland - Villa Mehu, Hüttendorf von Elis Sinistö bei Kirkkonummi, Finnland                            | 29. Mai 2023        | 23. März 2025                         |
| 105        | 3         | Folge 105       | Rock 'N' Roll Island | - AIR-Tonstudios auf Montserrat, Karibik - Salpa-Linie, Verteidigungslinie an der Ostgrenze Finnlands - Saenger Theater, Kino und Theater in Pine Bluff, Arkansas, USA - Sanatorien und Kurhotels in Zqaltubo, Georgien                                                         | 15. Mai 2023        | 30. März 2025                         |
| 106        | 4         | Folge 106       | Penthouse Palace     | - Haludovo Palace Hotel, Hotel bei Malinska-Dubašnica auf Krk, Kroatien - Wolfsschanze, Führerhauptquartier bei Rastenburg, Ostpreußen, heute Polen - Orgov Radio-Optisches Teleskop, Radioteleskop in Orgov, Armenien - Ramsgate Tunnels, Tunnelsystem unter Ramsgate, England | 22. Mai 2023        | 30. März 2025                         |
| 107        | 5         | Folge 107       | Fake News Fortress   | - Western Heights of Dover, Festungsanlage in Dover, England - Höhlenwohnungen von Chndsoresk, Armenien - Chalet Díaz, Möbelhaus in Buenos Aires, Argentinien - Schwerbelastungskörper in Berlin-Tempelhof                                                                      | 5. Juni 2023        | 6. Apr. 2025                          |
| 108        | 6         | Folge 108       | Wonderland           | - Wonderland Eurasia, Freizeitpark in Ankara, Türkei - Lepra-Krankenhaus in Paricatuba bei Manaus, Brasilien - Linnahall, Multifunktionshalle in Tallinn, Estland - Landesirrenanstalt Domjüch bei Neustrelitz, Mecklenburg-Vorpommern                                          | 19. Juni 2023       | 6. Apr. 2025                          |
| 109        | 7         | Folge 109       | K-Pop Dreamland      | - Yongma Land, Freizeitpark in Seoul, Südkorea - Institut für Weltraumstrukturen in Saguramo bei Tiflis, Georgien - Dunnottar Castle, Burgruine in Aberdeenshire, Schottland - KZ Crveni Krst, deutsches Konzentrationslager in Niš, Serbien                                    | 26. Juni 2023       | 13. Apr. 2025                         |
| 110        | 8         | Folge 110       | Blues Prison         | - Joliet Correctional Center, Gefängnis in Joliet, Illinois, USA - Titos Bunker ARK D-0, Atombunker in Konjic, Bosnien und Herzegowina - Forts und Festungsanlagen in Keelung, Taiwan - Vilarinho da Furna, überflutetes Dorf im Norden Portugals                               | 3. Juli 2023        | 13. Apr. 2025                         |